# 瑪利歐派對系列
瑪利歐派對（中国大陆又译作，香港俗稱“孖寶派對”）是使用马里奥系列角色的聚会电子游戏系列，在游戏中由玩家或电脑控制的四名角色在各种小游戏中竞赛。
系列由任天堂发行，最初Hudson Soft开发，從2012年的《瑪利歐派對9》起，由任天堂子公司Nintendo Cube（前稱NDcube）開發，該公司有多名曾任職Hudson Soft的核心设计师；街机版由卡普空开发。系列以多人模式與聚会游戏元素聞名。系列持有最长寿小游戏系列的记录。

## 作品
| 1998      | 瑪利歐派對                                                      |
| 1999      | 瑪利歐派對2                                                     |
| 2000      | 瑪利歐派對3                                                     |
| 2001      |                                                                 |
| 2002      | 瑪利歐派對4                                                     |
| 2003      | 瑪利歐派對-e                                                    |
| 2003      | 瑪利歐派對5                                                     |
| 2004      | 瑪利歐派對6                                                     |
| 2005      | 瑪利歐派對Advance                                               |
| 2005      | 瑪利歐派對7                                                     |
| 2006      |                                                                 |
| 2007      | 瑪利歐派對8                                                     |
| 2007      | 瑪利歐派對DS                                                    |
| 2008–2011 |                                                                 |
| 2012      | 瑪利歐派對9                                                     |
| 2013      | 瑪利歐派對 環島之旅                                             |
| 2014      |                                                                 |
| 2015      | 瑪利歐派對10                                                    |
| 2016      | 瑪利歐派對 星星衝刺                                             |
| 2017      | 瑪利歐派對 最佳100小遊戲                                        |
| 2018      | 超級瑪利歐派對                                                  |
| 2019–2020 |                                                                 |
| 2021      | 瑪利歐派對 超級巨星                                             |
| 2022–2023 |                                                                 |
| 2024      | 超級瑪利歐派對 空前盛會                                         |
| 2025      | 超級瑪利歐派對 空前盛會 Nintendo Switch 2 Edition + 空前盛會 TV |

### 家用遊戲機
- 瑪利歐派對（1998年，任天堂64）
- 瑪利歐派對2（1999年，任天堂64）
- 瑪利歐派對3（2000年，任天堂64）
- 瑪利歐派對4（2002年，任天堂GameCube）
- 瑪利歐派對5（2003年，任天堂GameCube）
- 瑪利歐派對6（2004年，任天堂GameCube）
- 瑪利歐派對7（2005年，任天堂GameCube）
- 瑪利歐派對8（2007年，Wii）
- 瑪利歐派對9（2012年，Wii）
- 瑪利歐派對10（2015年，Wii U）
- 超級瑪利歐派對（2018年，任天堂Switch）
- 瑪利歐派對 超級巨星（2021年，任天堂Switch）
- 超級瑪利歐派對 空前盛會（2024年，任天堂Switch、2025年，任天堂Switch 2）

### 掌上遊戲機
- 瑪利歐派對-e（英语：Mario_Party#Mario_Party-e_(2003)）（2003年，Game Boy Advance，對應e-讀卡機（英语：Nintendo e-Reader），僅在北美發行）
- 瑪利歐派對Advance（英语：Mario Party Advance）（2005年，Game Boy Advance）
- 瑪利歐派對DS（2007年，任天堂DS）
- 瑪利歐派對 環島之旅（英语：Mario Party: Island Tour）（2013年，任天堂3DS）
- 瑪利歐派對 星星衝刺（英语：Mario Party: Star Rush）（2016年，任天堂3DS）
- 瑪利歐派對 最佳100小遊戲（英语：Mario Party: The Top 100）（2017年，任天堂3DS）